# Cerkiew Zaśnięcia Matki Bożej w Wojnowie
Cerkiew pod wezwaniem Zaśnięcia Matki Bożej – prawosławna cerkiew w Wojnowie. Świątynia parafii Zaśnięcia Matki Bożej (w dekanacie Olsztyn) i monasteru Zaśnięcia Matki Bożej w diecezji białostocko-gdańskiej Polskiego Autokefalicznego Kościoła Prawosławnego.

## Historia

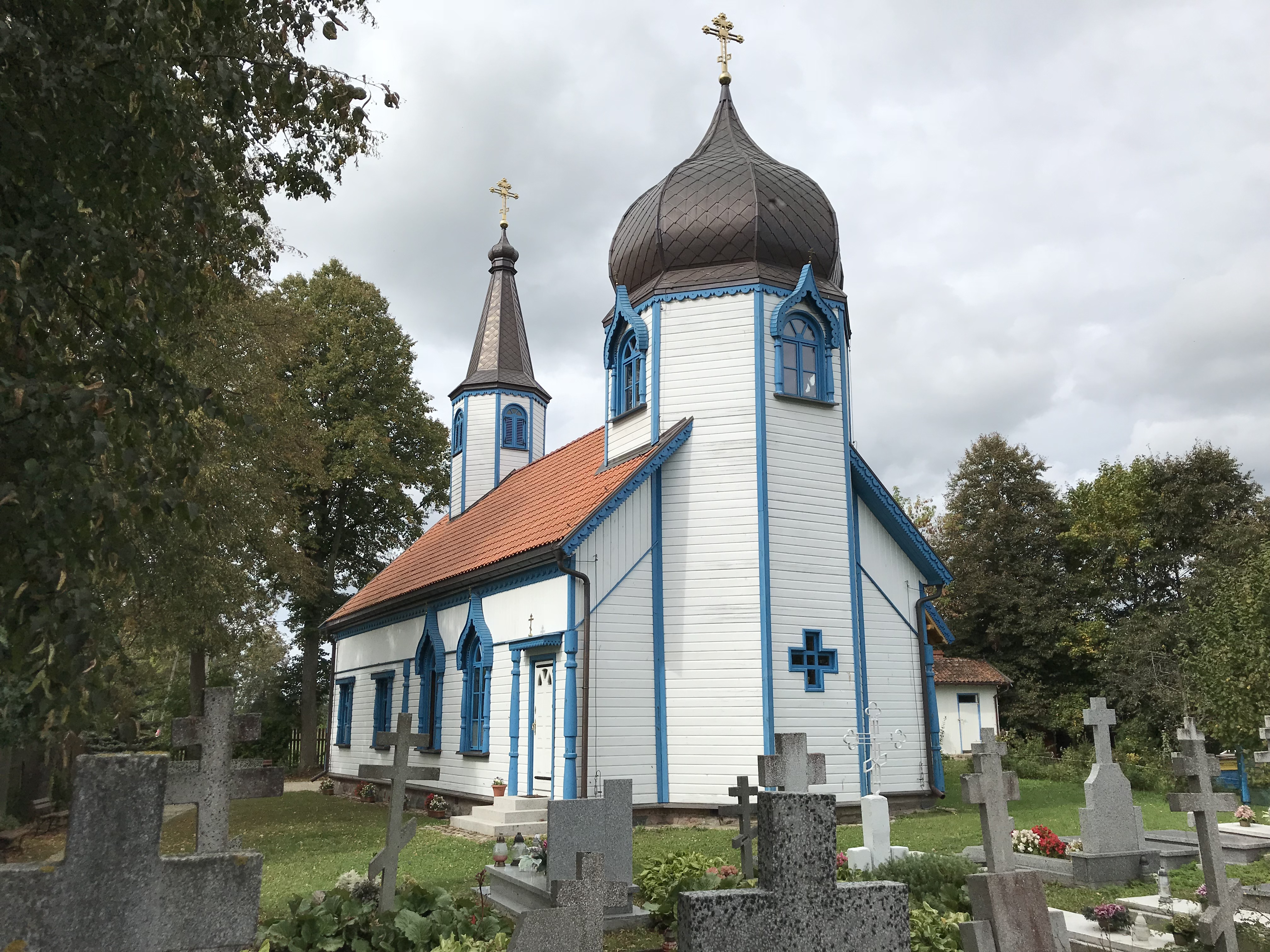
Widok od strony cmentarza

Powstanie cerkwi prawosławnej w Wojnowie związane było z XIX-wieczną misją prowadzoną przez Rosyjski Kościół Prawosławny wśród mazurskich bezpopowców. Celem tej akcji było nakłonienie staroobrzędowców do unii z prawosławiem i do praktykowania przez nich obrzędów w ramach ruchu jednowierczego.
Początkowe sukcesy tej misji zostały przerwane pod koniec XIX wieku. Pomimo tego po I wojnie światowej w Wojnowie i jego okolicach mieszkały nadal rodziny jednowierców. 
Diaspora ta, choć nieliczna, uzyskała dla siebie po 1918 prawosławnego kapłana. Został nim były oficer rosyjski, mnich Aleksander Awajew, który pozostając na emigracji podlegał pod jurysdykcję prawosławnego egzarchy zachodnioeuropejskiego, Eulogiusza, rezydującego w Paryżu. Staraniem tego duszpasterza w latach 1922–1923 wzniesiono w Wojnowie drewnianą cerkiew Zaśnięcia Matki Bożej (poświęconą w maju 1927 r. przez egzarchę zachodnioeuropejskiego Eulogiusza), która służyła jako cerkiew parafii jednowierców do 1945. Awajew założył również w Wojnowie żeński monaster Opieki Matki Bożej. 
Po II wojnie światowej proboszcz parafii wojnowskiej za zgodą egzarchy Europy Zachodniej przeszedł wraz z cała parafią pod jurysdykcję Polskiego Autokefalicznego Kościoła Prawosławnego. 
W latach 1995–1996 świątynia została gruntownie wyremontowana. W 1996 dokonano jej rekonsekracji. Po kolejnym remoncie, 10 lipca 2013 r. cerkiew została ponownie poświęcona przez biskupa supraskiego Grzegorza.
Cerkiew wpisano do rejestru zabytków 2 września 1983 pod nr 383.

## Opis
Świątynia prawosławna w Wojnowie zbudowana jest na wzór drewnianych cerkwi rosyjskich z okolic Tweru, skąd pochodził Aleksandr Awajew. 
Jest to budowla drewniana, na rzucie prostokąta, z dzwonnicą przykrytą dachem namiotowym zakończonym cebulastą kopułką. Dzwonnica, współcześnie cała oszalowana deskami, miała wcześniej odkryty prześwit pod dachem. Nad prezbiterium wznosi się duża kopuła przykryta okazałym, cebulastym hełmem. 
Wnętrze cerkwi pozbawione jest polichromii, wyposażone w skromny ikonostas utrzymany w tonacji biało-złotej i ozdobiony ikonami o różnej wartości artystycznej, z różnych epok, także dwudziestowiecznymi reprodukcjami na papierze.